# Ligne de Saint-Omer-en-Chaussée à Vers
La ligne de Saint-Omer-en-Chaussée à Vers est une ligne de chemin de fer, à écartement normal et à voie unique, entièrement située dans la région Hauts-de-France ; elle permettait d'assurer des relations entre Beauvais, préfecture de l'Oise, et Amiens, préfecture de la Somme. Ligne secondaire, exploitée initialement par la Compagnie des chemins de fer du Nord à partir de 1876, puis par la Société nationale des chemins de fer français (SNCF), elle ferme progressivement de 1939, pour le trafic voyageur, à 1979, pour le dernier tronçon exploité pour le fret (de Conty à Vers-sur-Selle).
Le Musée des tramways à vapeur et des chemins de fer secondaires français, soutenu par les collectivités locales, a entamé en 2014 la pose d'une voie métrique sur les emprises de la voie normale, au départ de Crèvecœur-le-Grand et en direction de Saint-Omer-en-Chaussée, en vue de l'exploitation d'un chemin de fer touristique.
Elle constituait la ligne no 320 000 du réseau ferré national.

## Histoire
La ligne, alors partie d'un itinéraire « de Monsoult à Amiens », est concédée à la Compagnie des chemins de fer du Nord par une convention signée entre le ministre des Travaux publics et la Compagnie le 15 juin 1872. La convention est approuvée par une loi qui déclare d'utilité publique la ligne à la même date.
La ligne est ouverte en deux tronçons :
- Conty - Vers-sur-Selle le 18 août 1874 ;
- Saint-Omer-en-Chaussée - Conty le 15 avril 1876.

Un déraillement est signalé le dimanche 6 juillet 1879 entre Oudeuil et Blicourt, après la rupture de bandage de la locomotive qui assurait un train en provenance d'Amiens et où avaient pris place de nombreux voyageurs venus assister aux courses de l’hippodrome du Canada à Beauvais. La locomotive dévale sur 2 m le remblai de la voie et se renverse avec son tender. Le mécanicien est tué dans l'accident, et deux voyageurs ont été blessés
La ligne, proche du front de la bataille de la Somme pendant la Première Guerre mondiale, joue alors  un rôle important, amenant à sa mise à double voie de Saint-Omer-en-Chaussée à Crèveœur-le-Grand, du 1er mai au 1er juin 1916 sur 11,5 km, et jusqu'à Prouzel du 1er août au 28 septembre 1916, sur 27 km,. En particulier, elle a acheminé les troupes britanniques en octobre 1914 vers le front du Nord lors de la Course à la mer, puis en 1918 pour amener les troupes alliées vers Crèvecœur et Conty pour contrer l'offensive allemande du 21 mars puis celle du 27 mai 1918, lors de l'Offensive du Printemps.
Entre les deux guerres, la gare de Fontaine-Bonneleau est  agrandie par des travailleurs indochinois venus de l'Annam du fait de l'augmentation de la production et distribution de l'eau minérale locale dans toute la région.
Dans le cadre de la coordination des transports prévue par le décret du 19 janvier 1934, le ministre des Travaux publics décida le 26 décembre 1938 de transférer sur route le service voyageur. Cette décision prit effet le 9 janvier 1939, mais le trafic voyageur a repris pendant la Seconde Guerre mondiale en raison de la pénurie d'essence et du bombardement du viaduc de Poix sur la ligne Rouen – Amiens : un train mixte (voyageurs et marchandises) circule entre Beauvais et Amiens du printemps 1942 à la Libération.

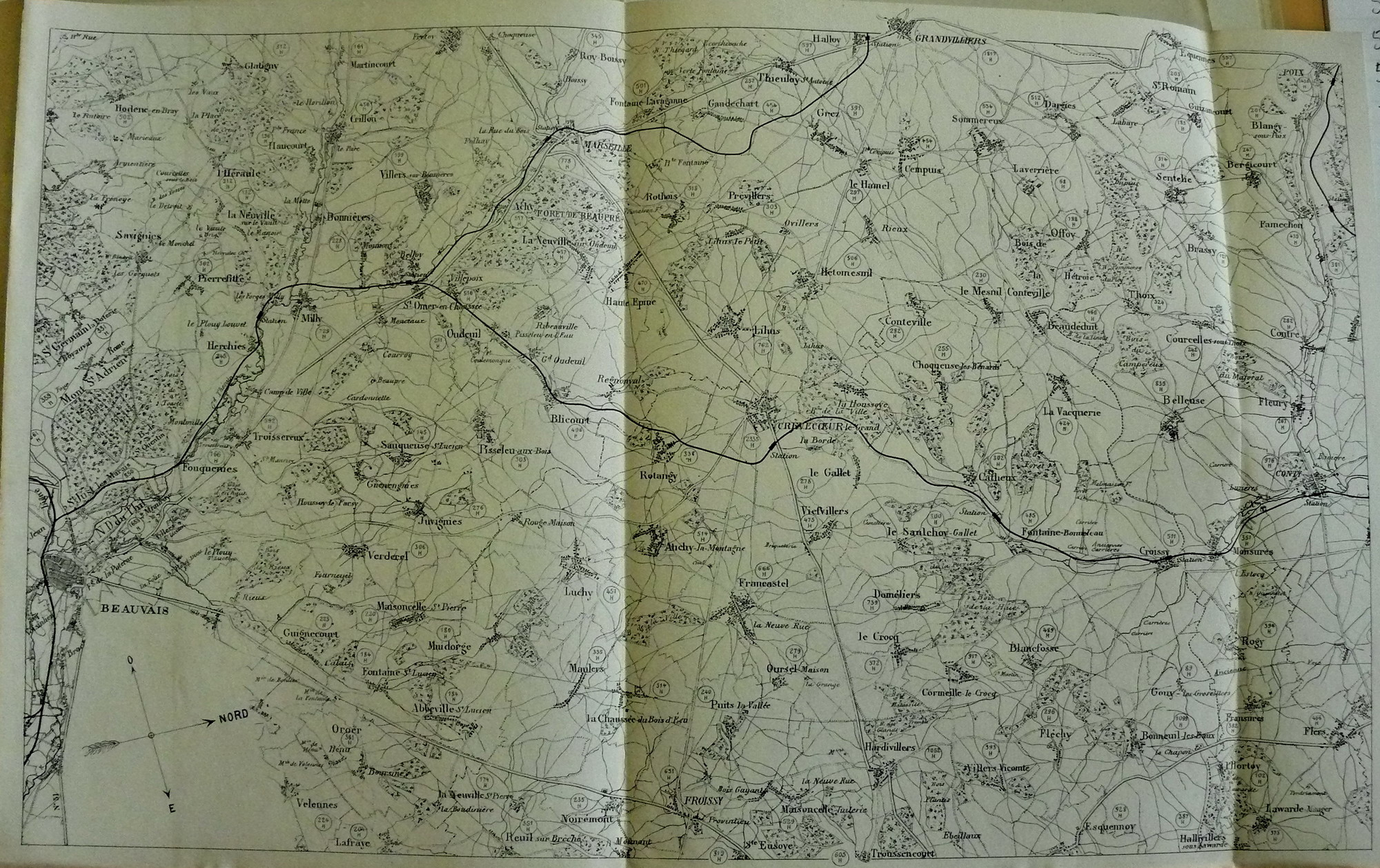
Plan de 1873 : tracé de la section sud de la ligne (Beauvais – Conty).

Le trafic marchandises a perduré jusqu'en 1953, à raison de deux trains journaliers.
La ligne est fermée au trafic marchandises en plusieurs étapes, entre 1969 et 1990, notamment pour les campagnes betteravières, et lorsque les communes environnantes ont été dotées de lieux de stockage pour les grains de céréales.
L'infrastructure est déclassée en 1972 pour une partie de la ligne, et l'emprise de la voie acquise en 1985 par le département de l’Oise pour la section située entre Crèvecœur-le-Grand et Croissy-sur-Celle, et une autre collectivité publique pour la partie située dans la Somme. Les sections utilisées par le chemin de fer touristique ont été acquises par les intercommunalités concernées.

### Dates de déclassement ou de retranchement
- Crèvecœur-le-Grand à Croissy-sur-Celle (PK 107,052 à 118,655) : 14 janvier 1972[10].
- Croissy-sur-Celle à Conty (PK 118,655 à 123,530) : 24 février 1975[11].
- Conty à Vers-sur-Selle (PK 123,530 à 138,665) : 31 août 1989 (section fermée le 25 mai 1979)[12].
- Saint-Omer-en-Chaussée à Crèvecœur-le-Grand (PK 94,304 à 107,052) : 12 février 2001[13]. Ce déclassement a été annulé par décision du Conseil d'État le 3 décembre 2003[14].

## Tracé
La ligne se séparait de la ligne Paris – Beauvais – Le Tréport en gare de Saint-Omer-en-Chaussée. Elle s'étendait sur 39,6 km à voie unique jusqu'à Prouzel, puis à double voie sur 2,3 km jusqu'à Vers-sur-Selle, s'élevant par une rampe de 10 ‰ jusqu'au seuil de Rotangy (ligne de partage des eaux entre le bassin de la Seine et celui de la Somme), puis redescendait par une rampe comparable jusqu'à la gare de Crèvecœur-le-Grand, où elle donnait correspondance avec la ligne de Saint-Just-en-Chaussée à Crèvecœur-le-Grand (ligne de chemin de fer secondaire à voie métrique du réseau départemental de l'Oise).
La ligne continuait à s'abaisser en empruntant la vallée de la Selle jusqu'à la bifurcation de Bacouel (près de la halte de Vers), où la ligne se raccordait à la transversale Amiens – Rouen.

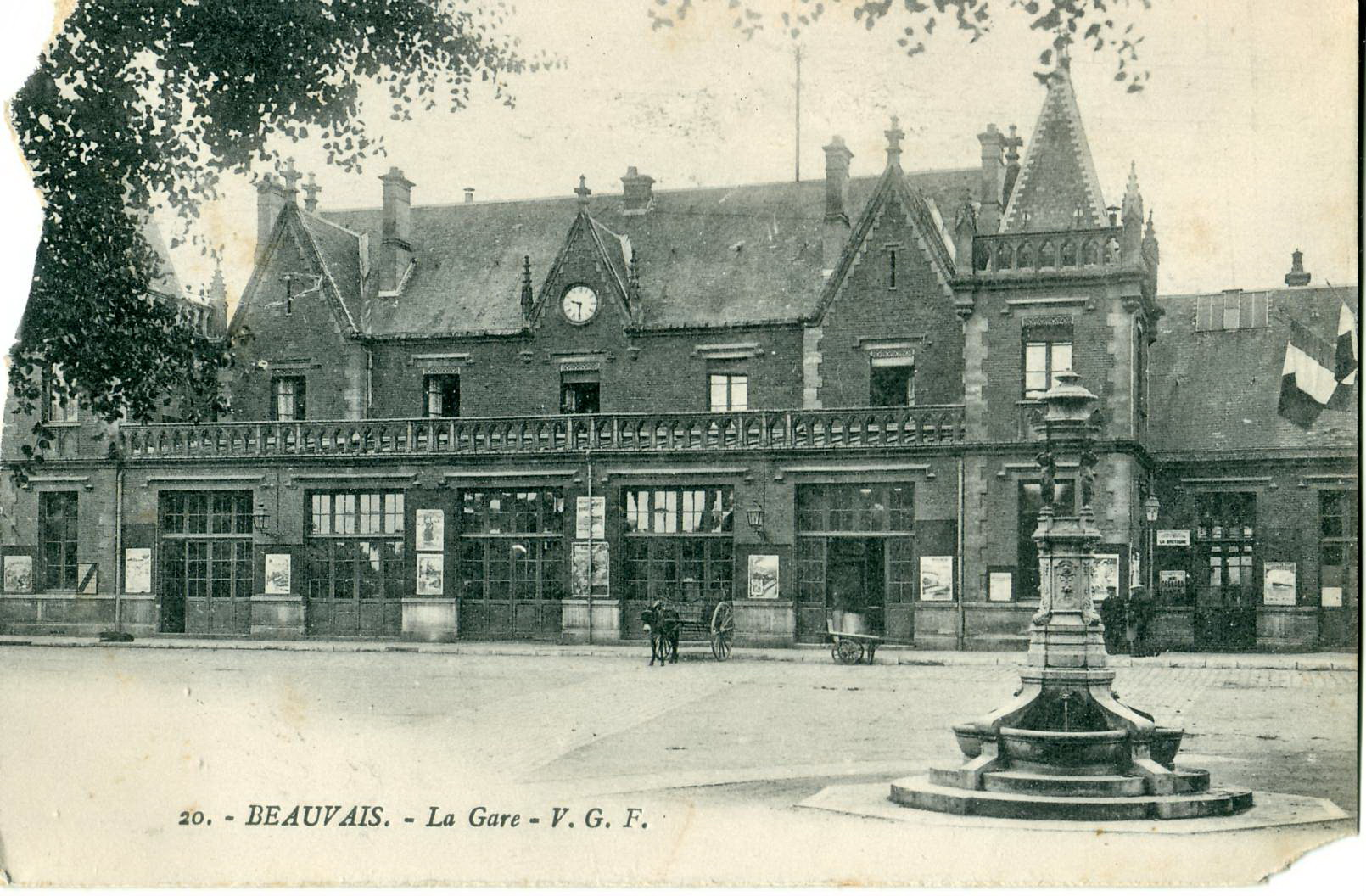
La gare de Beauvais était le centre d'une étoile ferroviaire importante.
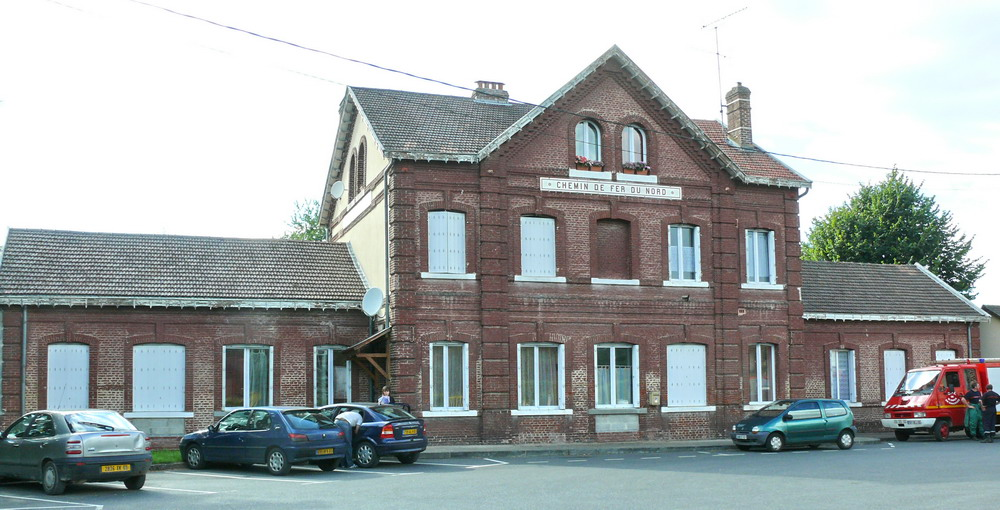
la gare de Saint-Omer-en-Chaussée.
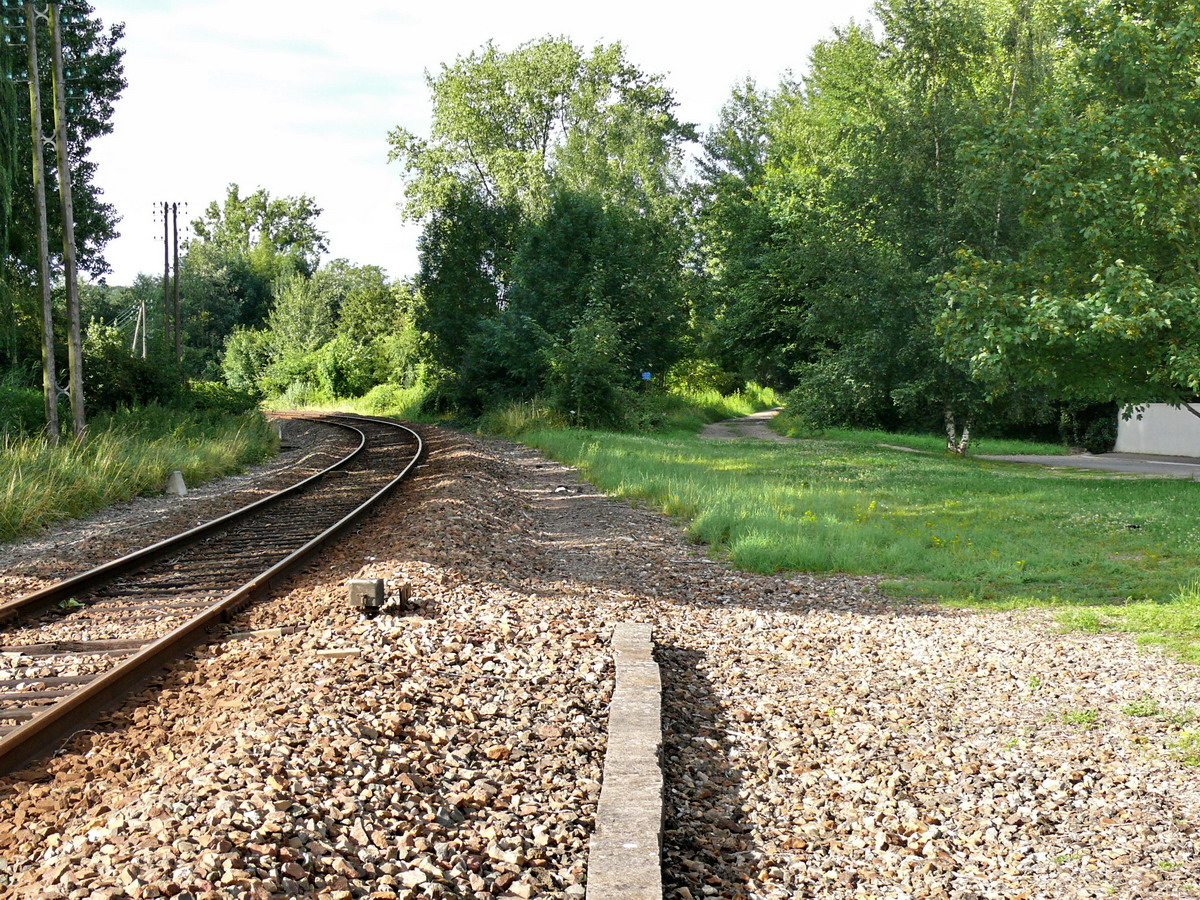
À droite de l'image, la trace de l'embranchement, à la sortie de la gare de Saint-Omer-en-Chaussée, vers la ligne Beauvais – Amiens.
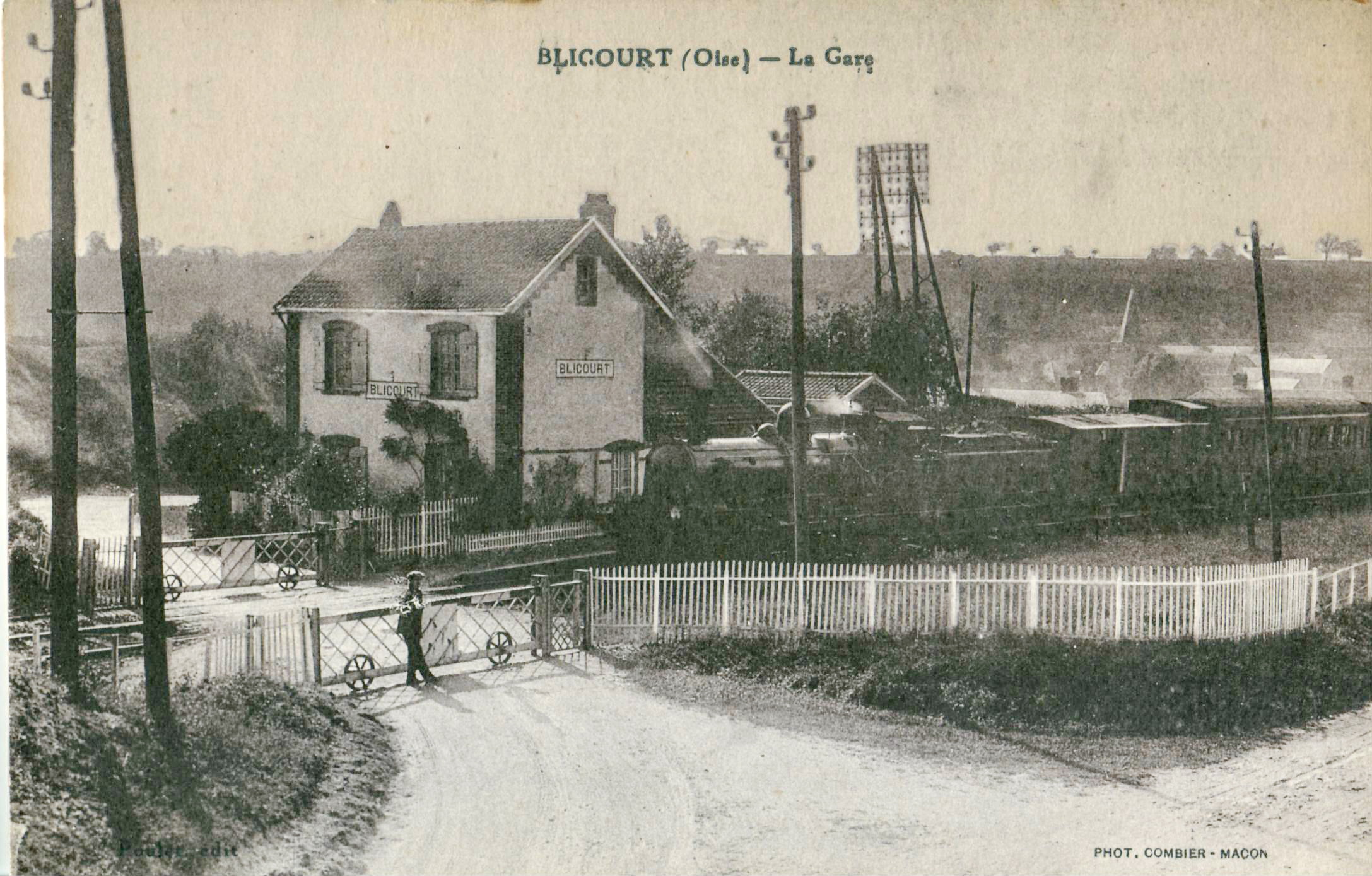
La halte de Blicourt.
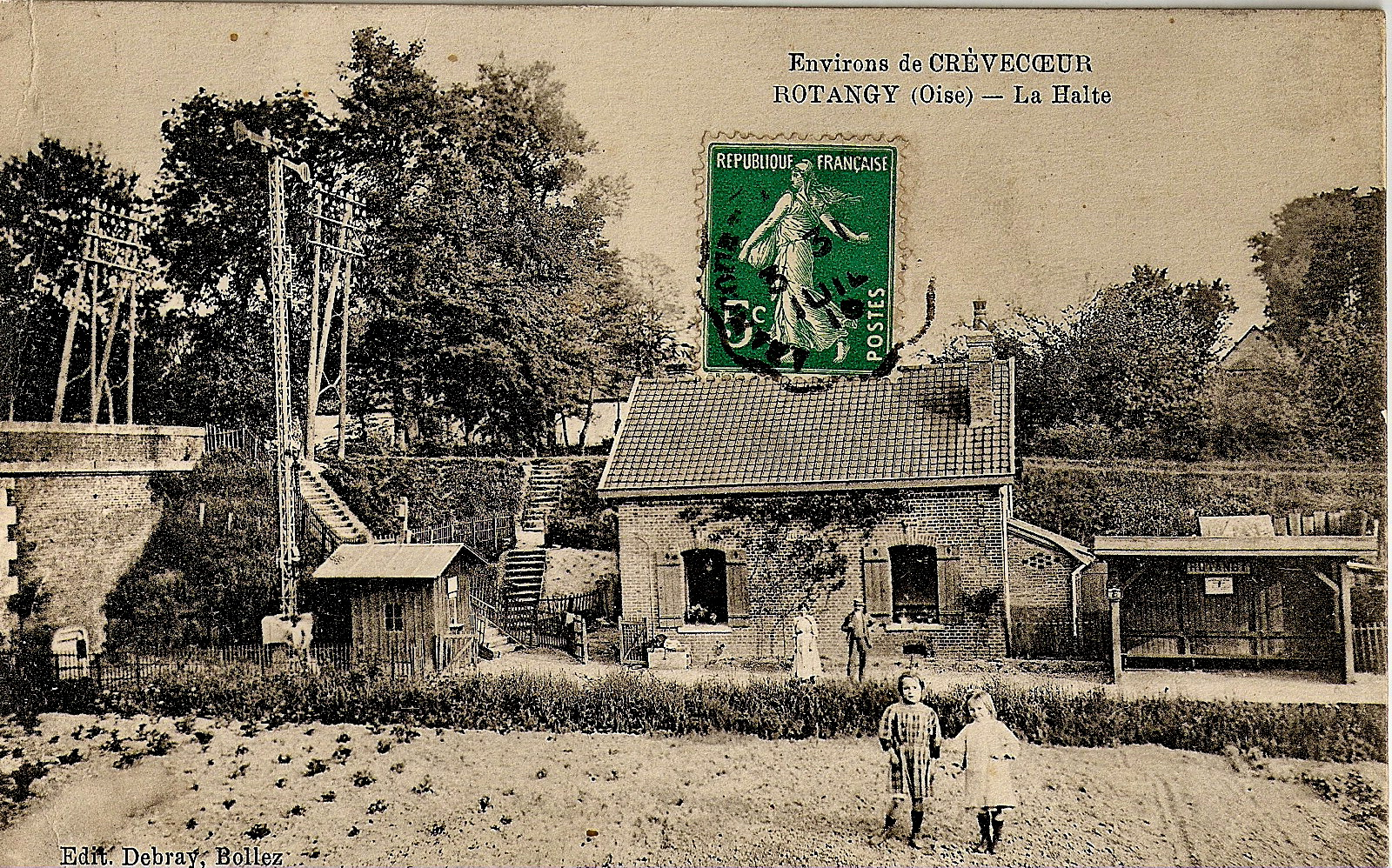
La halte de Rotangy.
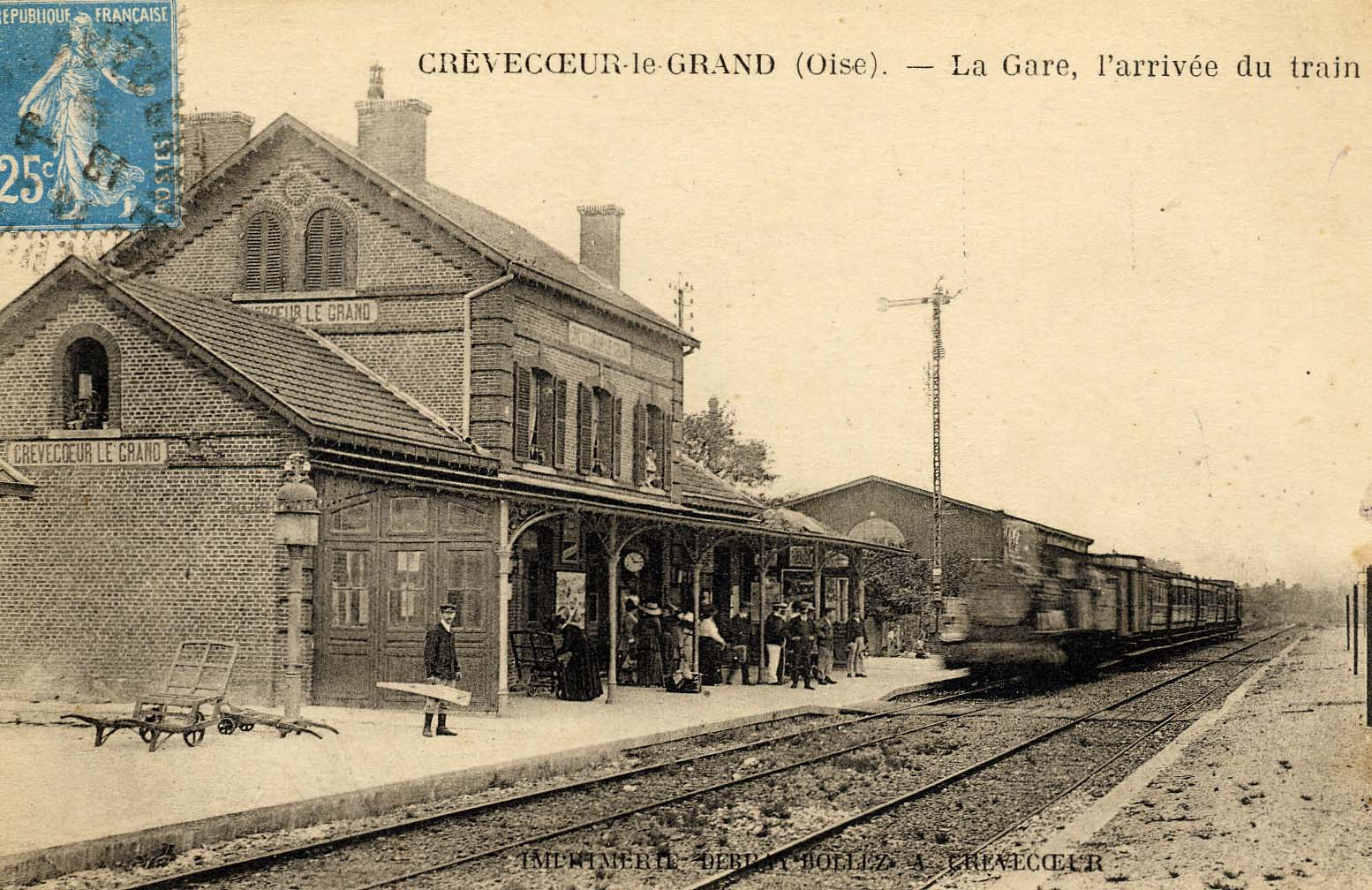
La gare de Crèvecœur-le-Grand donnait correspondance à la ligne Estrées-Saint-Denis – Froissy – Crèvecœur-le-Grand, chemin de fer secondaire à voie métrique.
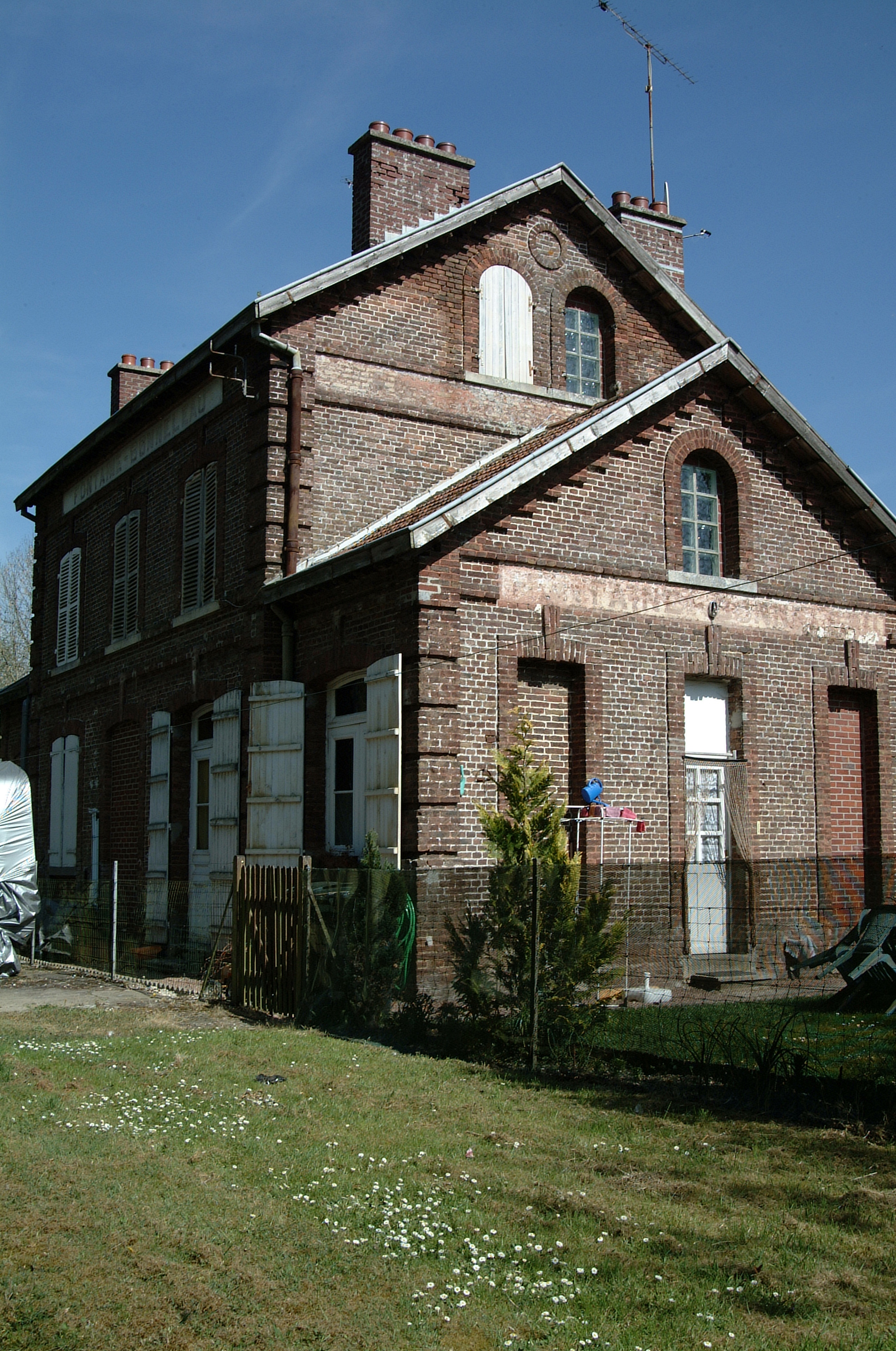
La gare de Fontaine-Bonneleau.
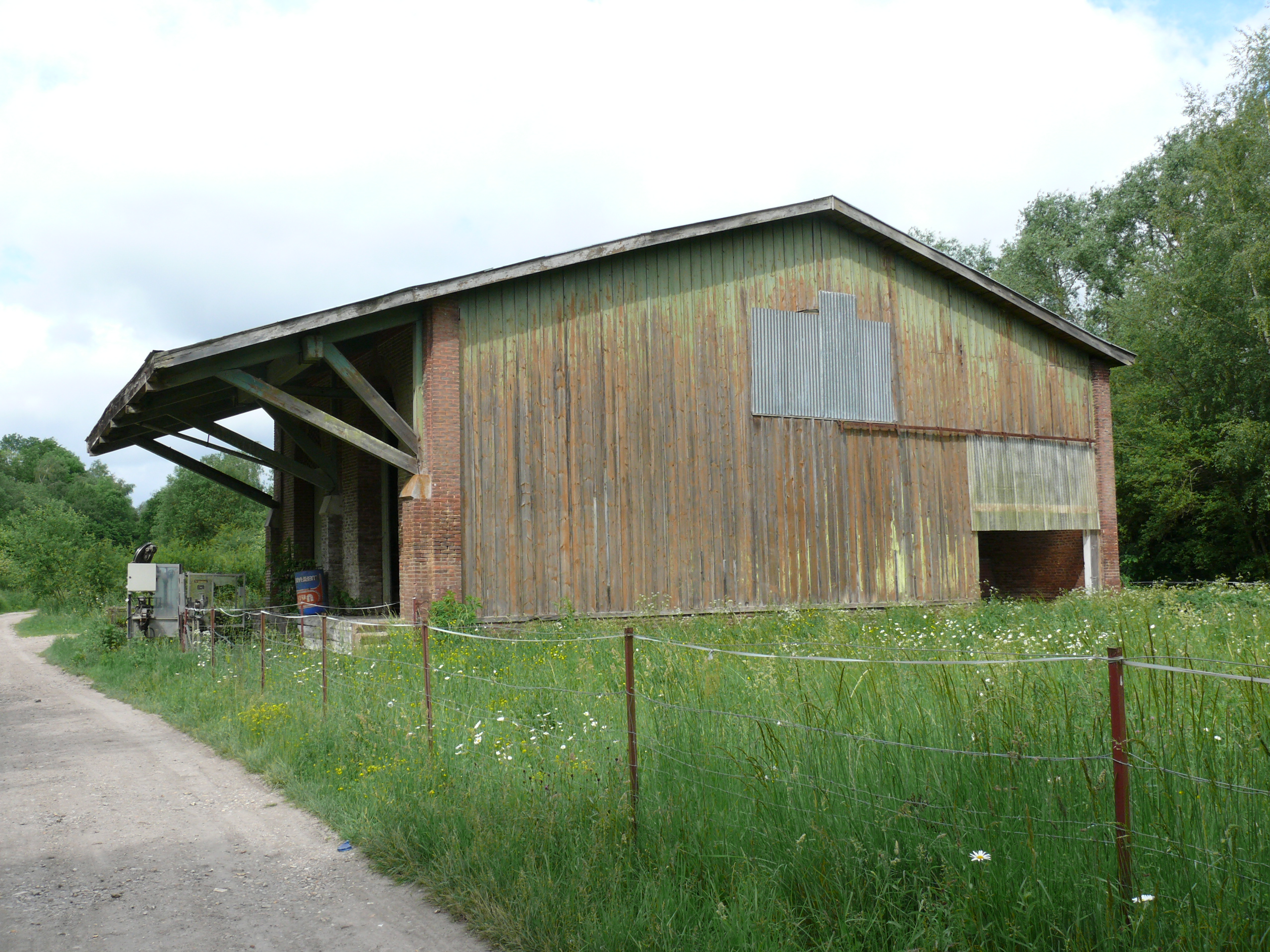
La halle marchandises de Fontaine-Bonneleau.
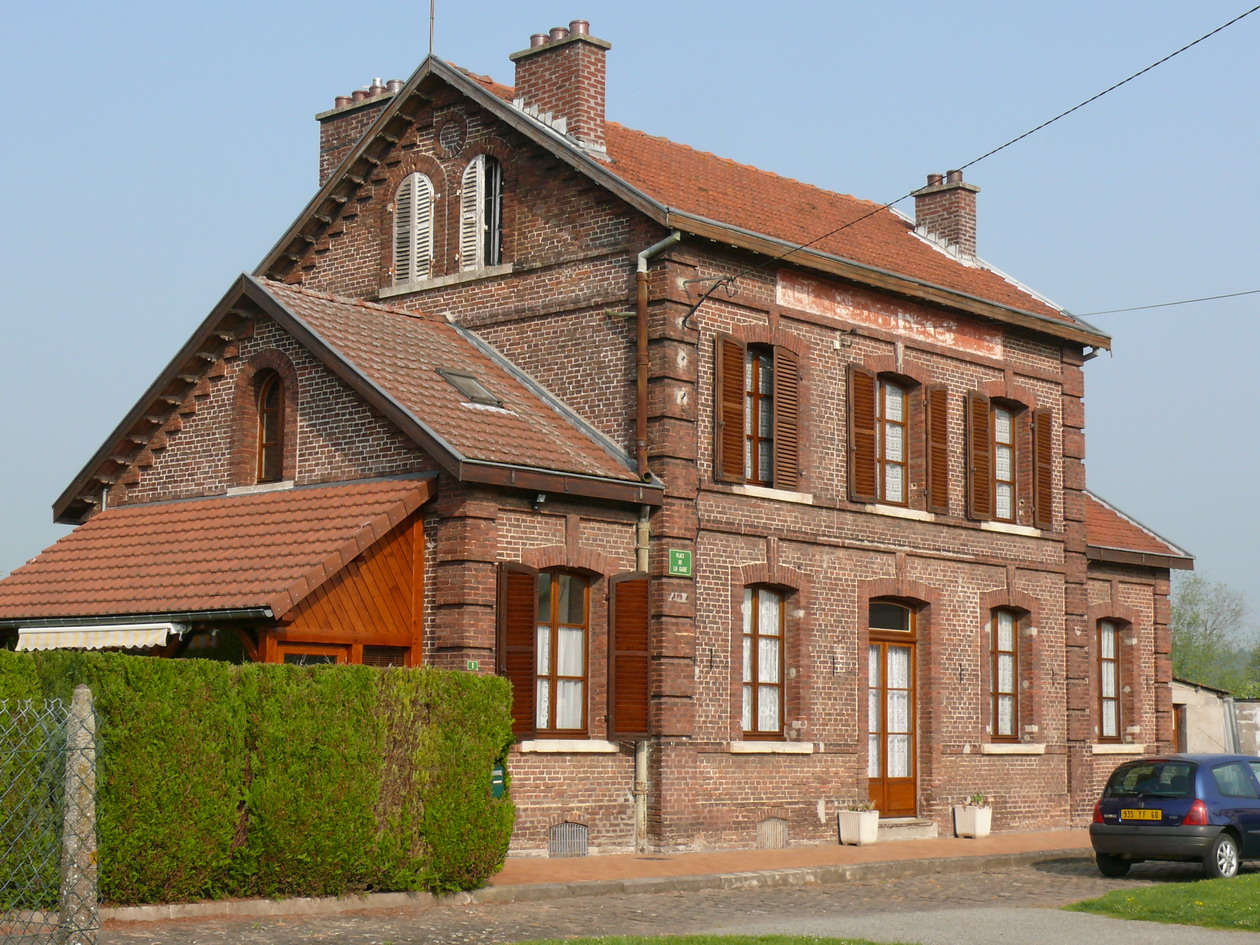
La gare de Croissy-sur-Celle.
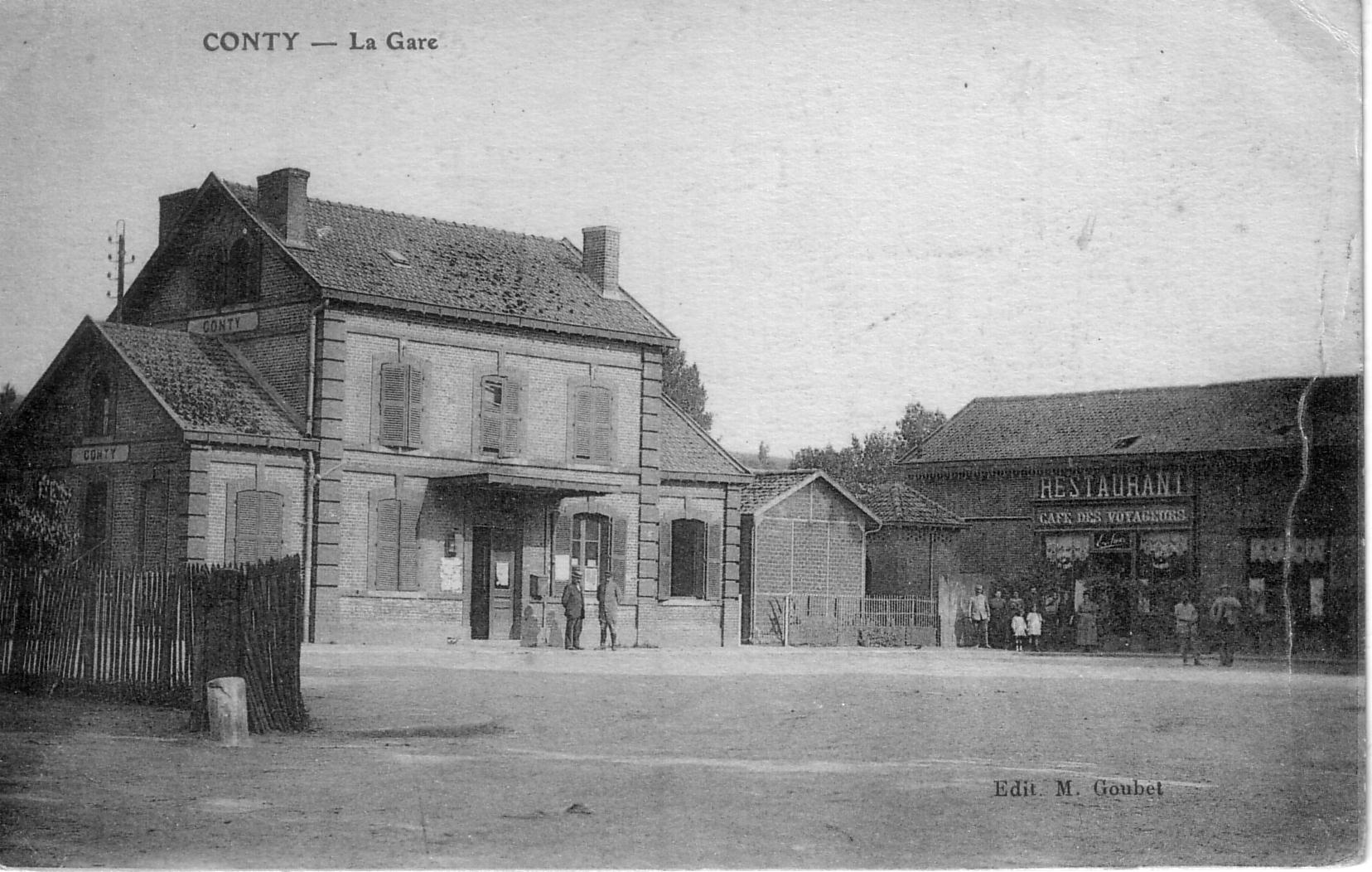
La gare de Conty.
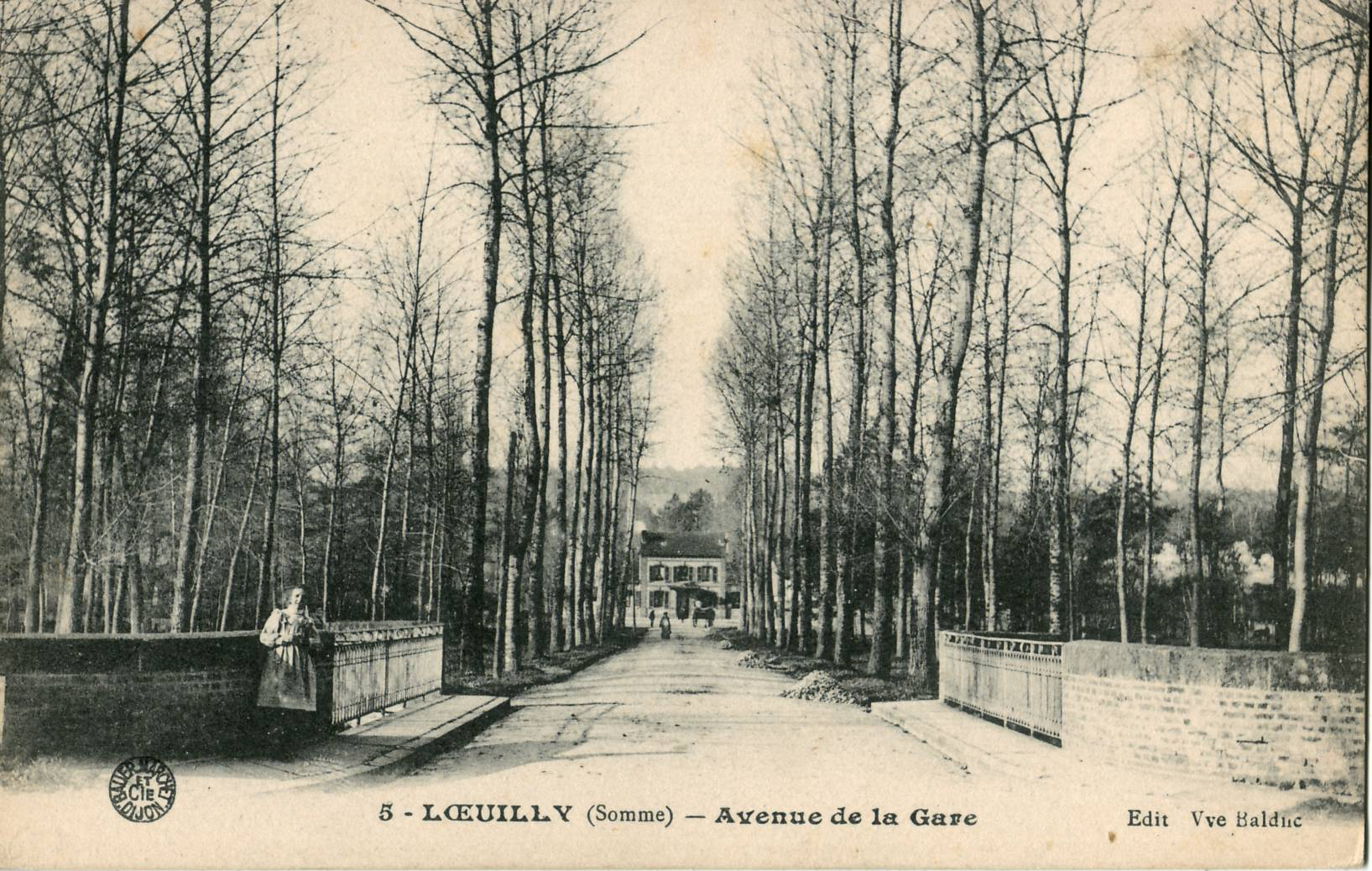
L'avenue de la gare, à Lœuilly.
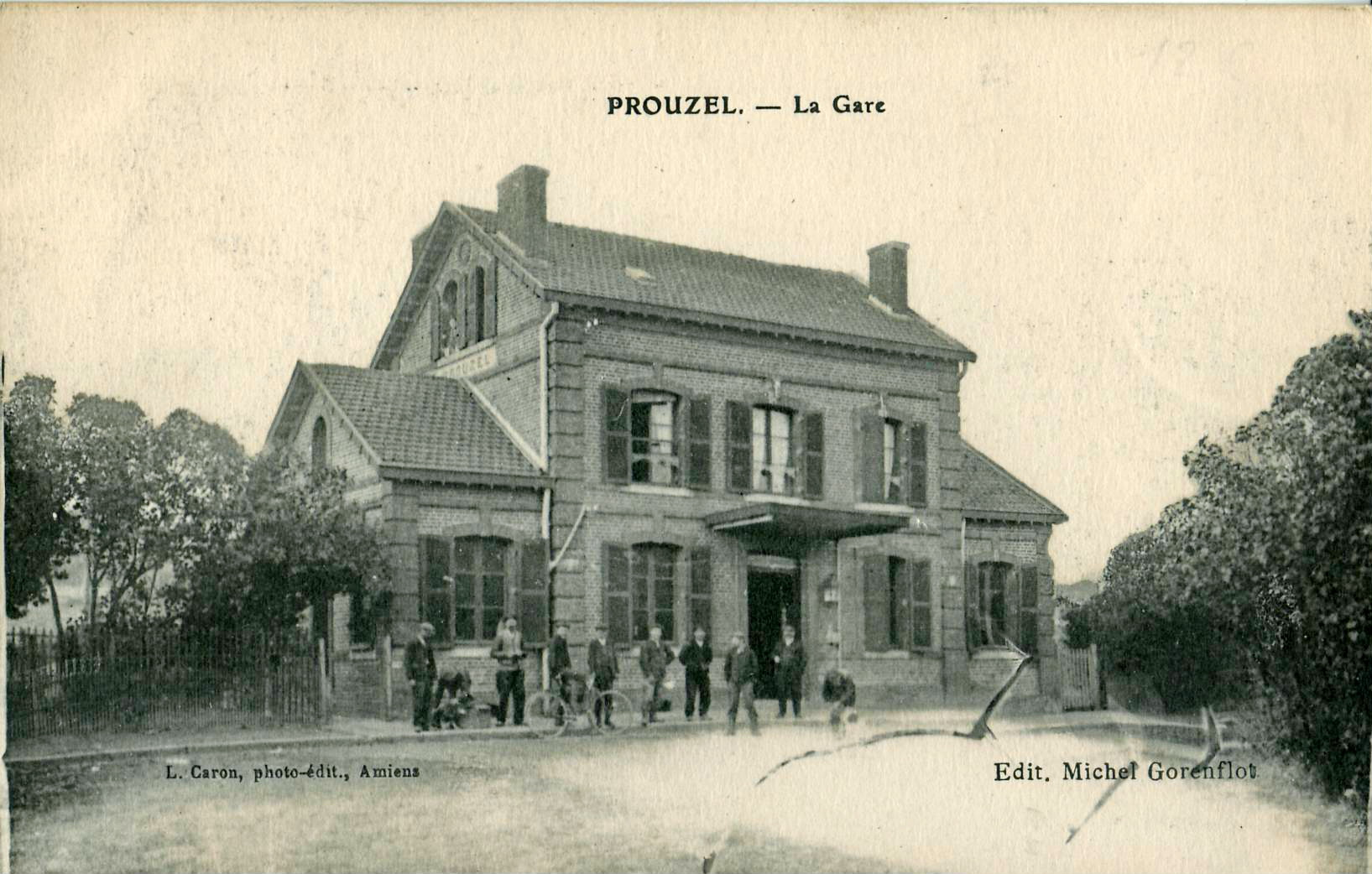
La gare de Prouzel, au tout début du XXe siècle.
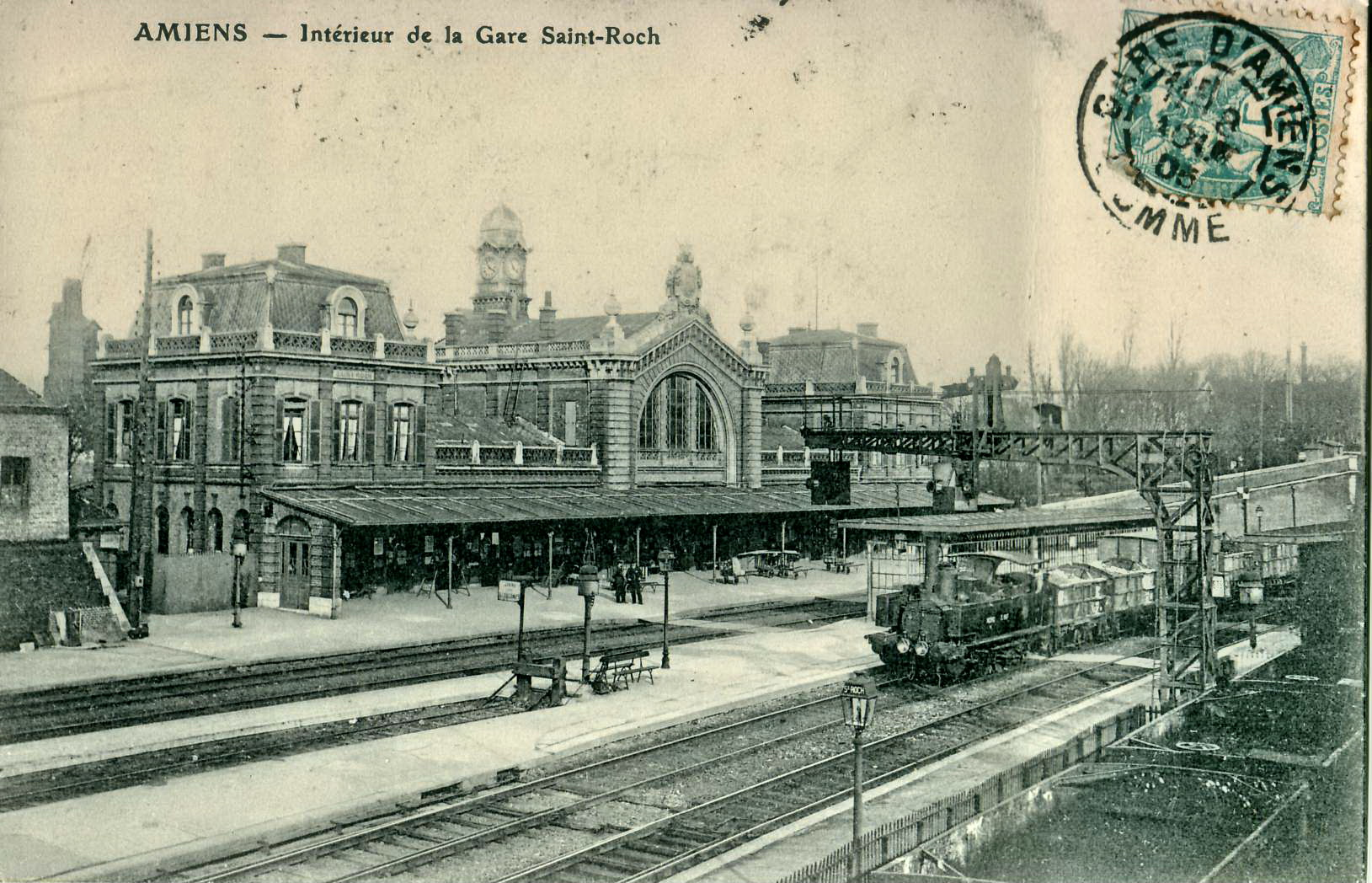
La gare de Saint-Roch, à Amiens.
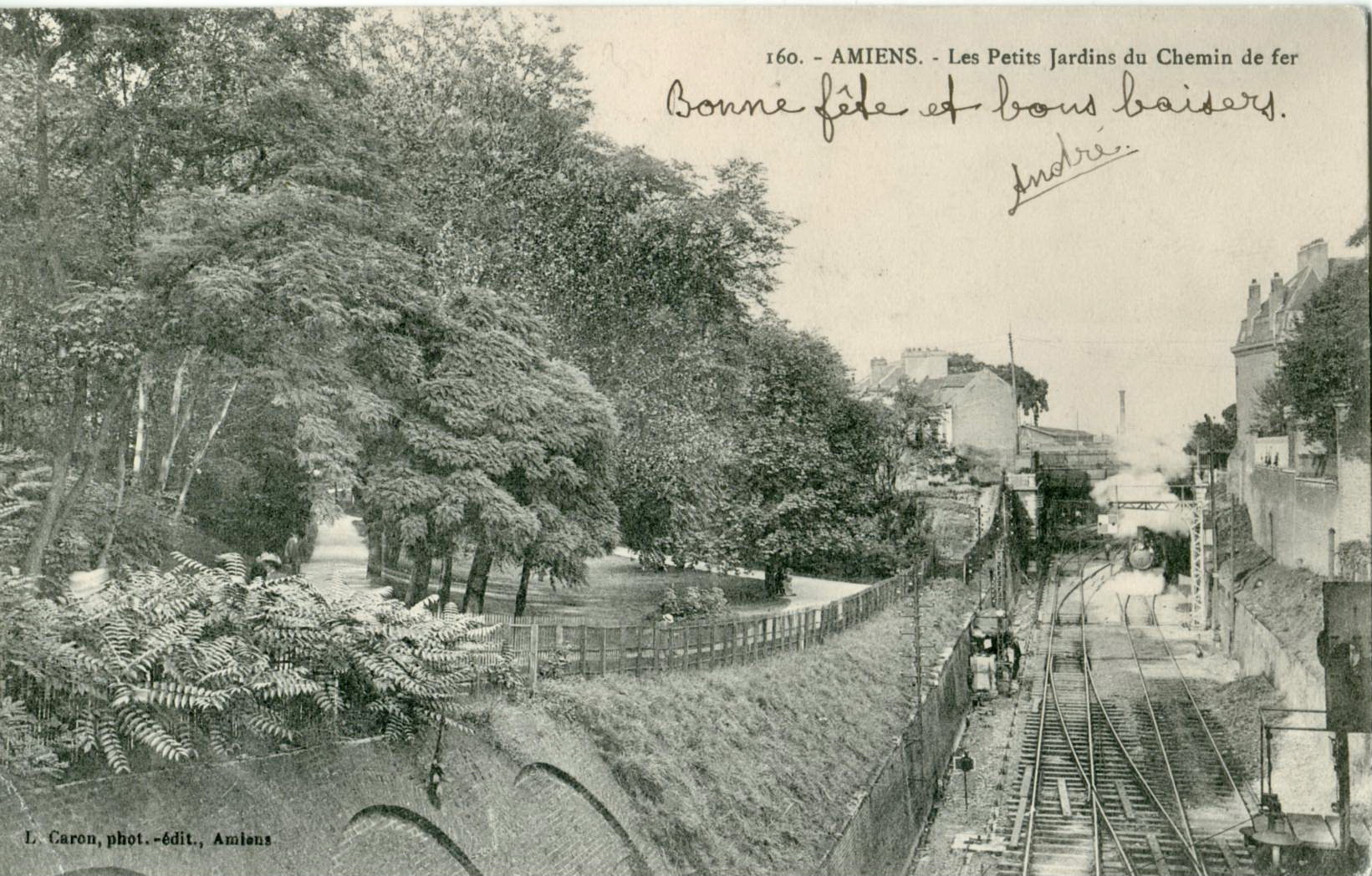
Entre les gares de Saint-Roch et d'Amiens (« gare du Nord »).

## Exploitation

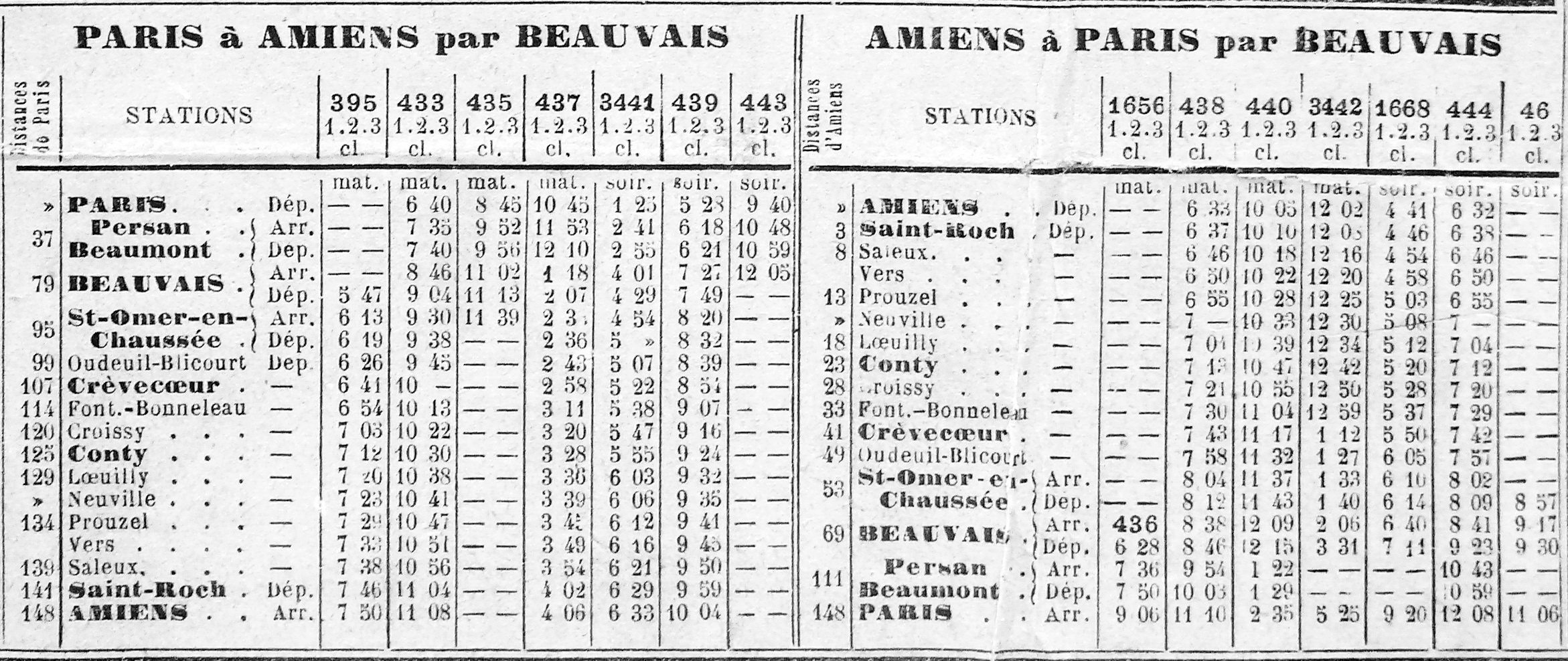
Horaires de la ligne à l’hiver 1890

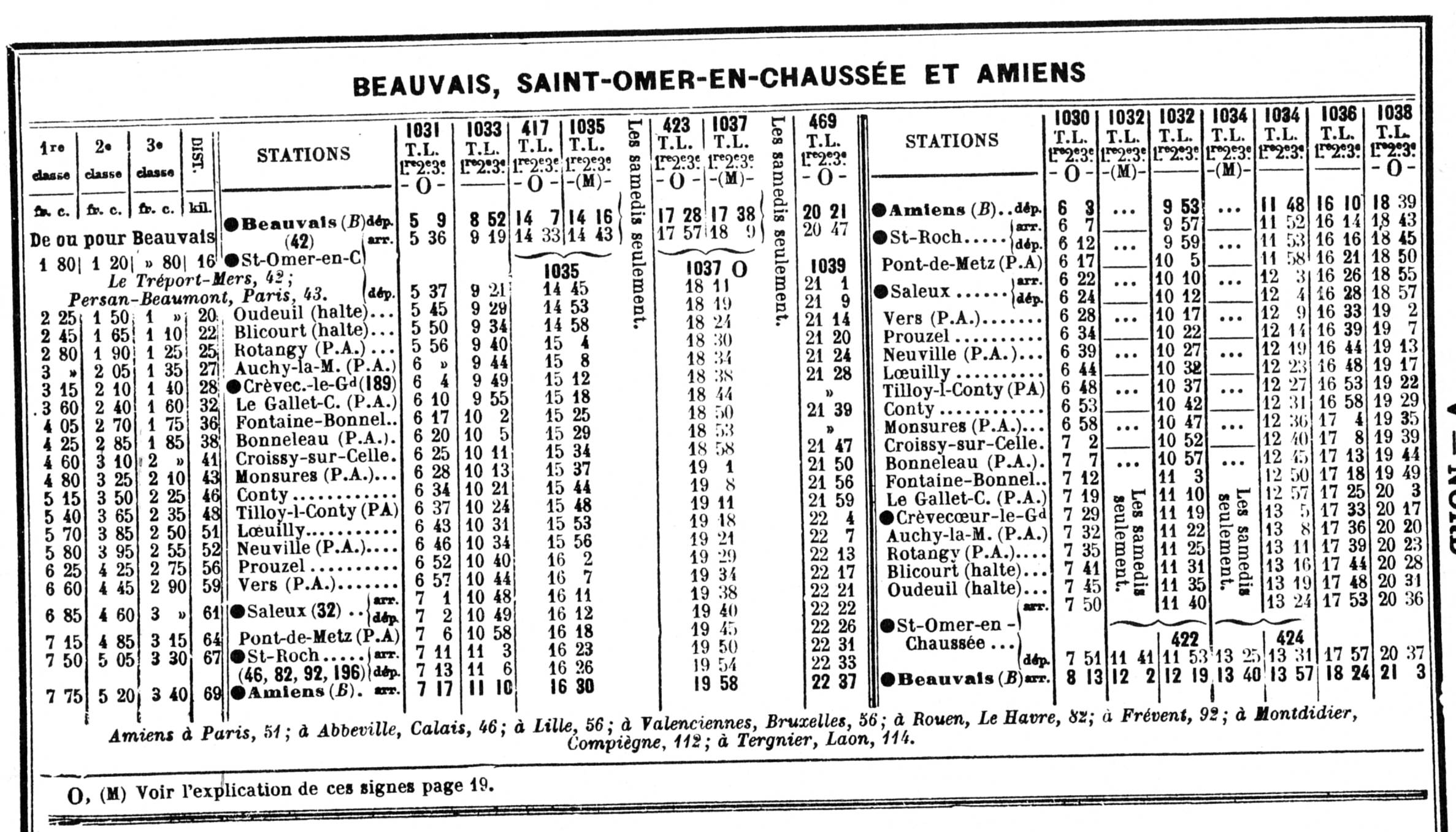
Horaires de la ligne en mai 1914

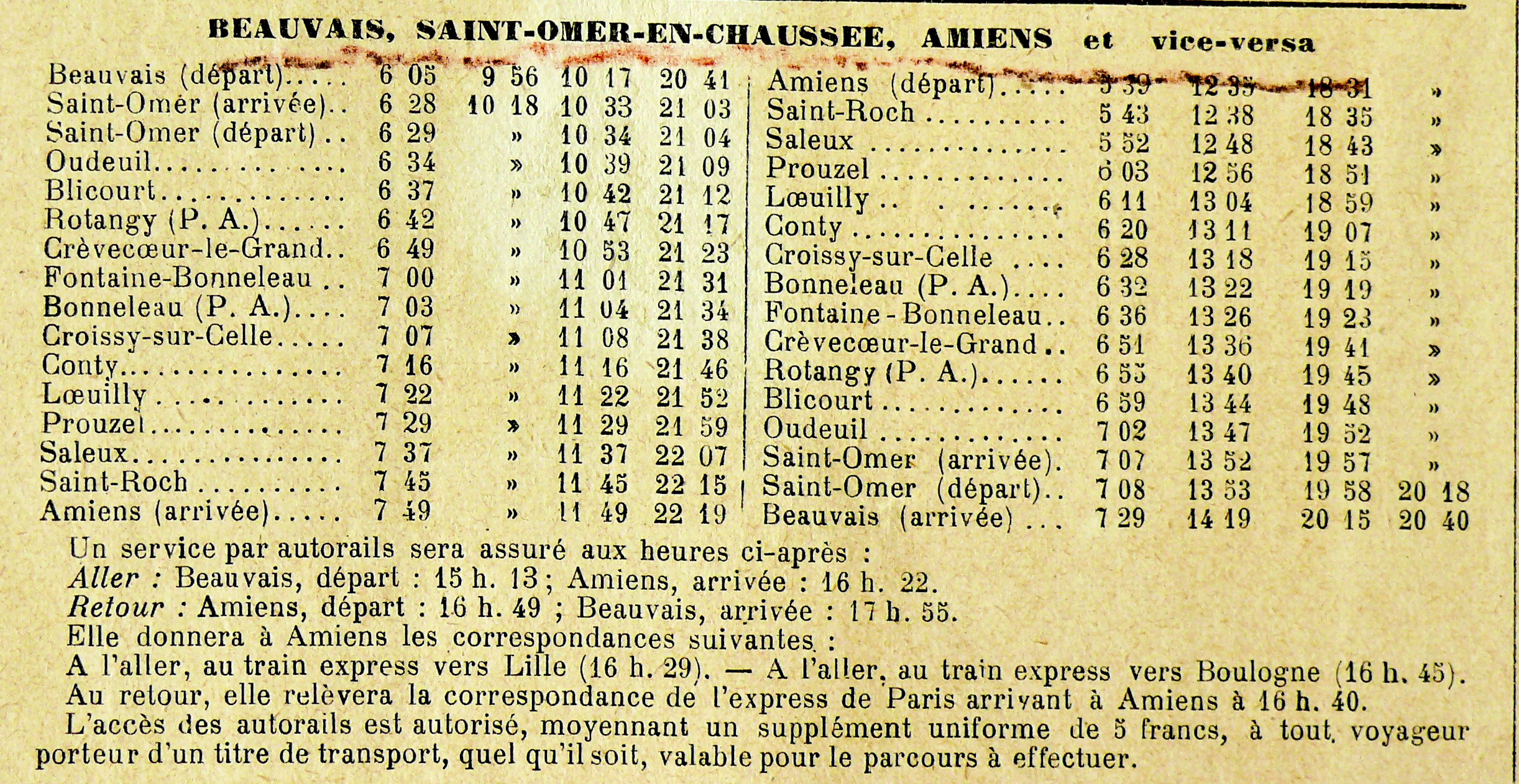
Horaires de la ligne en juin 1938

Au début du XXe siècle, la ligne est parcourue par cinq trains voyageurs quotidiens.
En raison de la Première Guerre mondiale, la ligne est affectée aux besoins militaires et le trafic civil est assuré au mieux par deux trains entre la gare de Saint-Omer-en-Chaussée et celle de d'Amiens Saint-Roch).
Dans l'entre-deux-guerres, le service est assuré par trois trains quotidiens pour les voyageurs, mais la ligne achemine également des trains marchandises indispensables au fonctionnement économique des contrées desservies.
Par exemple, un wagon quotidien était réservé aux besoins de la fabrique de tissus du Crocq, deux autres pour l'expédition des productions de la laiterie de Fontaine-Bonneleau. La source exploitée par les établissements Caulier à Fontaine-Bonneleau expédiait ses produits vers Amiens, Beauvais et Rouen et les établissements Delacour à Beaudéduit recevaient leurs machines agricoles par wagons sur la ligne
Jusqu'en 1935, la ligne était exploitée uniquement par des trains vapeurs tractés par des machines de type 030 Mamouth, 220 Outrance ou 221 série 2600 de la compagnie du Nord du dépôt d'Amiens. Afin d'améliorer la vitesse des convois voyageurs et de réduire les déficits, deux autorails diesel de 24 places du dépôt de Creil ont été mis en service au service d'été 1934, les trains classiques restant tractés, après guerre, par des locomotives type 230 A et 230 D.
Un essai d'autorail des Aciéries du Nord a eu lieu le 13 octobre 1933, permettant de parcourir la ligne entre Beauvais et Amiens en 82 minutes, avec une pointe à 110 km/h entre Rotangy et Blicourt, alors qu'avec un train à vapeur, il fallait 132 min avant 1932 — le train ne dépassant jamais 60 km/h — et 102 min après des mesures d'amélioration de la vitesse intervenues en 1932
À partir des années 1950, le service fret a été assuré par des locomotives diesel du dépôt de Longueau, qui remplaçaient les 040 B et 140 G à vapeur..

## Situation actuelle: la Coulée verte
Une partie de la ligne, entre Crèvecœur-le-Grand et Bacouël-sur-Selle (29 km), a été transformée en chemin de promenade, sous le nom de « Coulée verte ». Ce sentier botanique, composé de près de 30 espèces d’arbres différentes, permet d'accéder à de nombreux  chemins de randonnées balisés permettant de découvrir les villages alentour et les paysages variés de la Vallée de la Selle. Les notices de ces promenades peuvent se trouver dans les offices du tourisme de Conty et de la Picardie verte.
L'aménagement de la plateforme de section sud  Saint-Omer-en-Chaussée, Oudeuil et Blicourt, rachetée par la Communauté de communes de la Picardie verte en 2005, en voie verte a été étudiée, mais son coût évalué à 5 millions d'euros dont un million restant à charge de l’intercommunalité après subventions, a paru trop lourd pour les élus intercommunaux, qui estiment que ce projet devrait être porté par le département voire la région

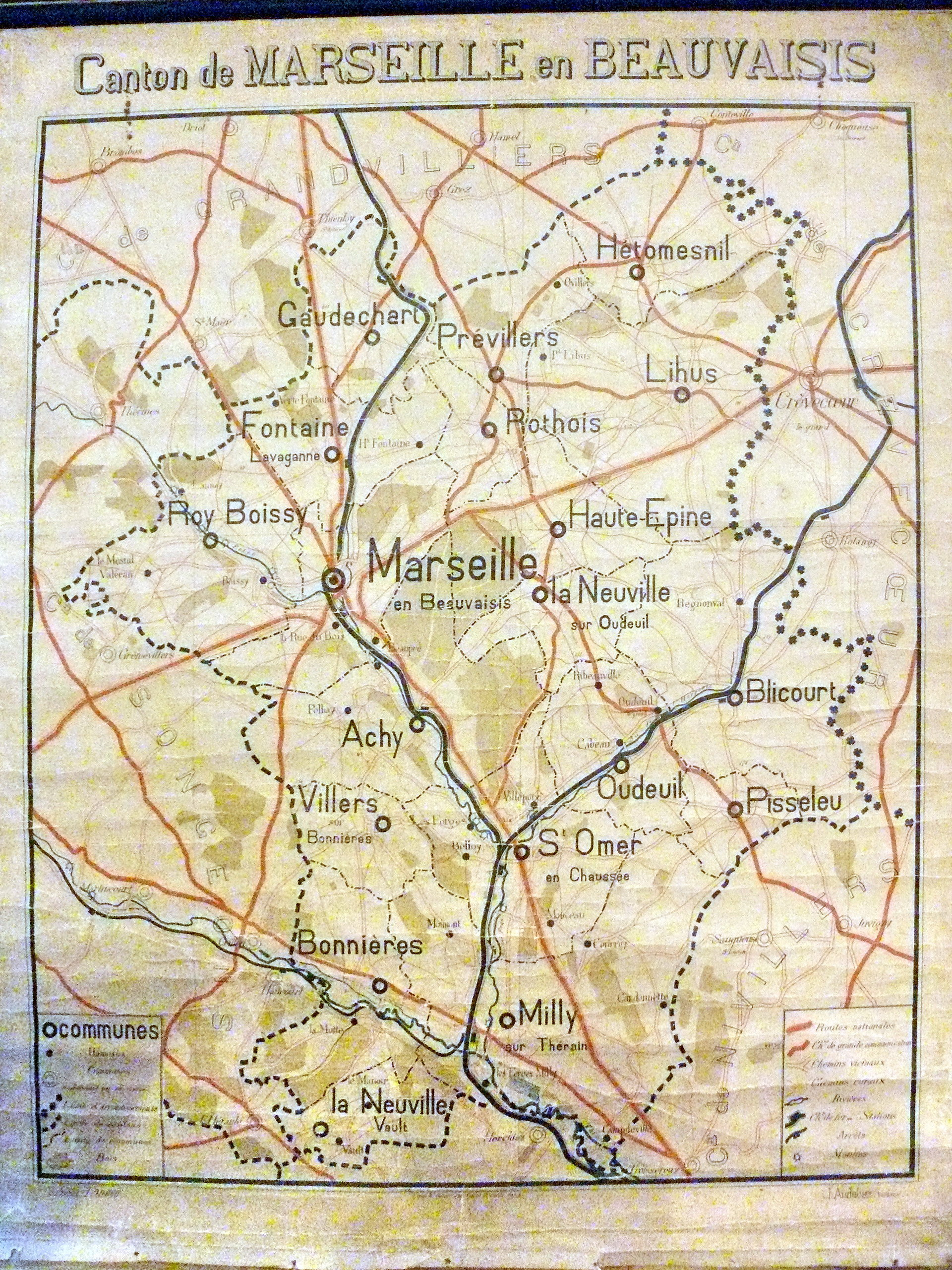
La partie sud de la ligne est clairement visible (en noir) sur cette carte du canton de Marseille-en-Beauvaisis
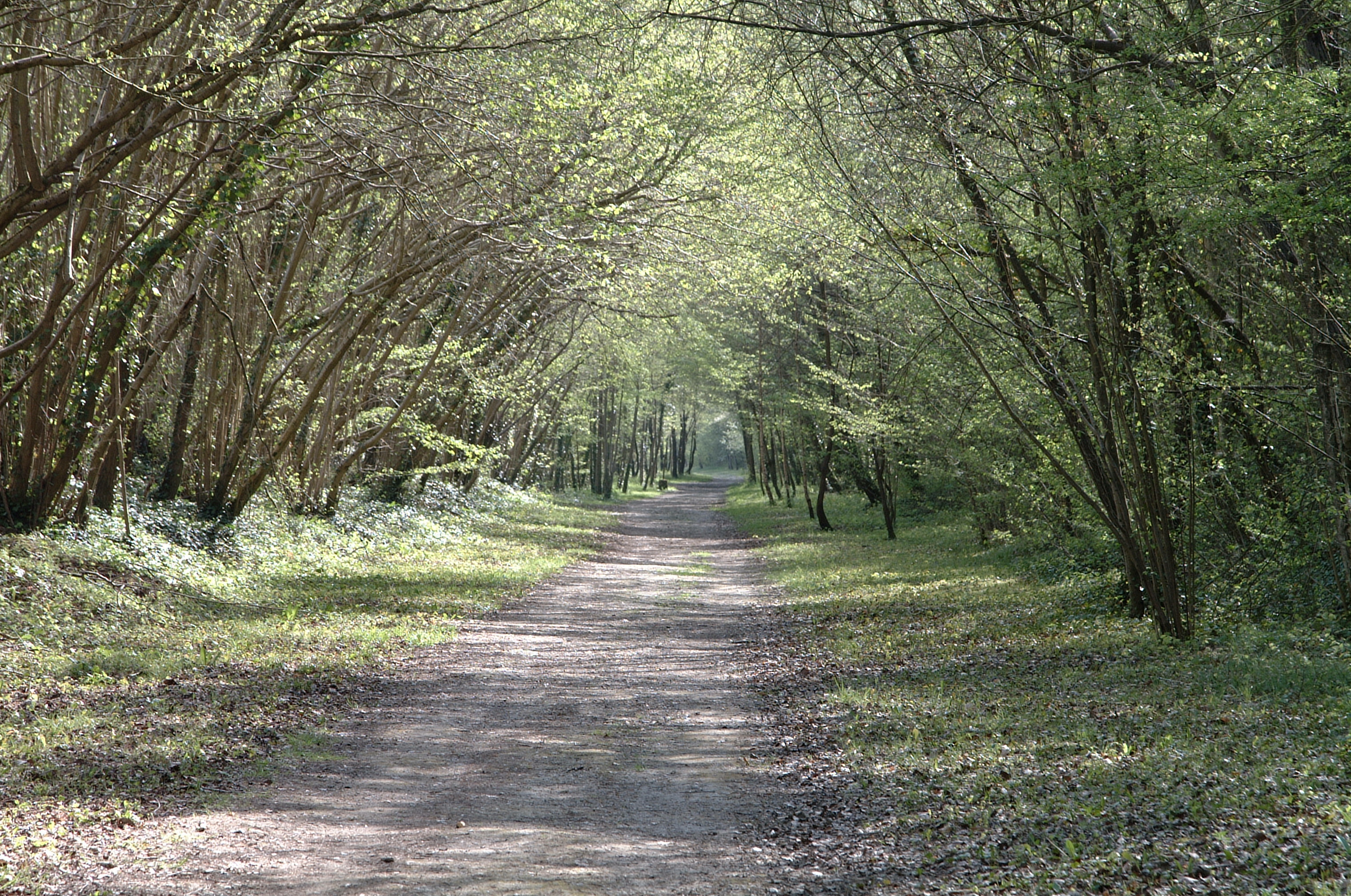
La coulée verte est un lieu de promenade paisible

## Création du Train à Vapeur du Beauvaisis

Tracé de la ligne entre Crèvecœur-le-Grand et Saint-Omer-en-Chaussée.

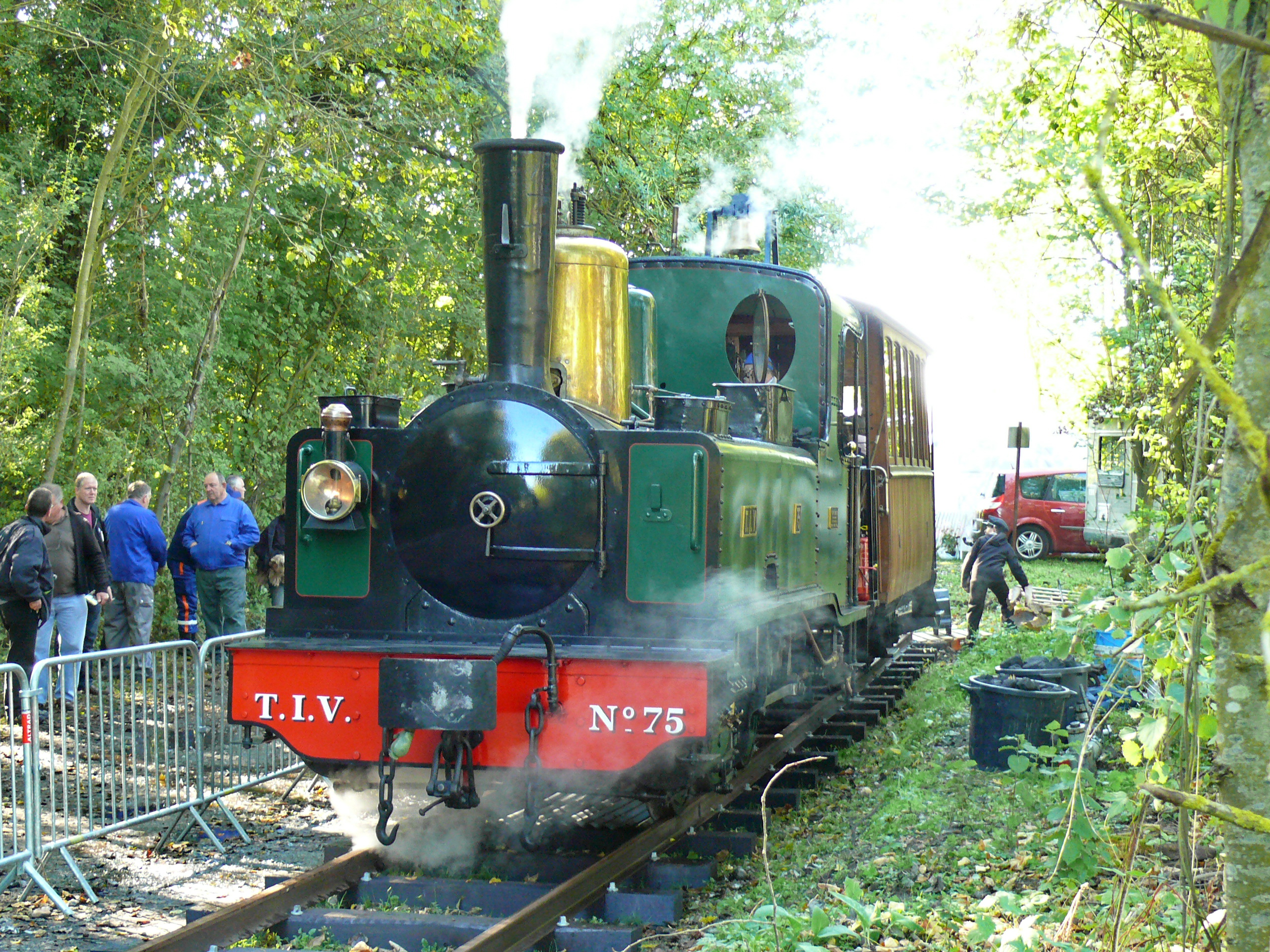
La rame historique du MTVS sur une voie provisoire près de la gare de Saint-Omer-en-Chaussée, le 15 octobre 2011.

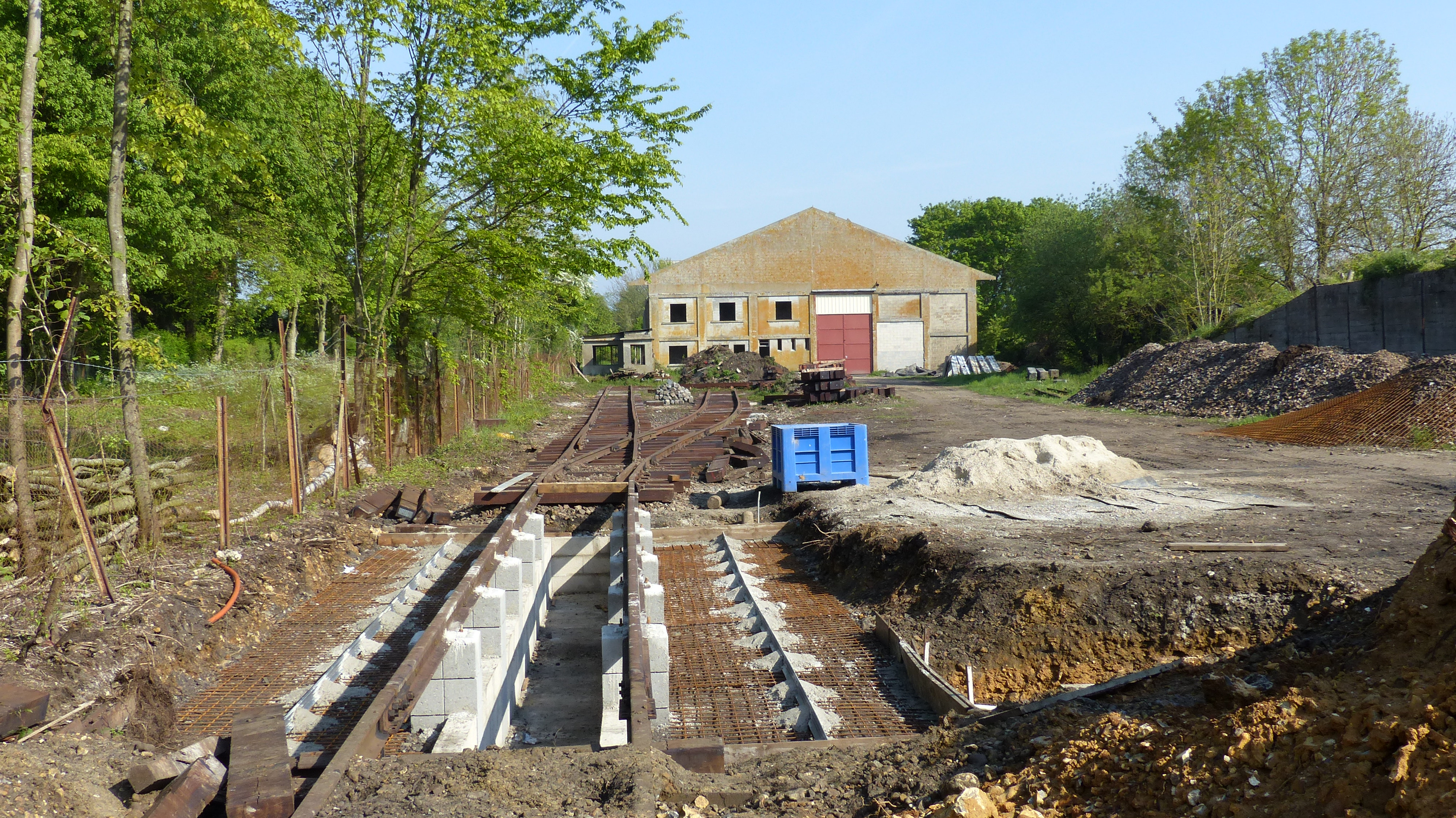
Le futur dépôt du MTVS et les premières voies métriques du chemin de fer touristique.
Au premier plan, une fosse de visite construite par les bénévoles du MTVS début 2014.

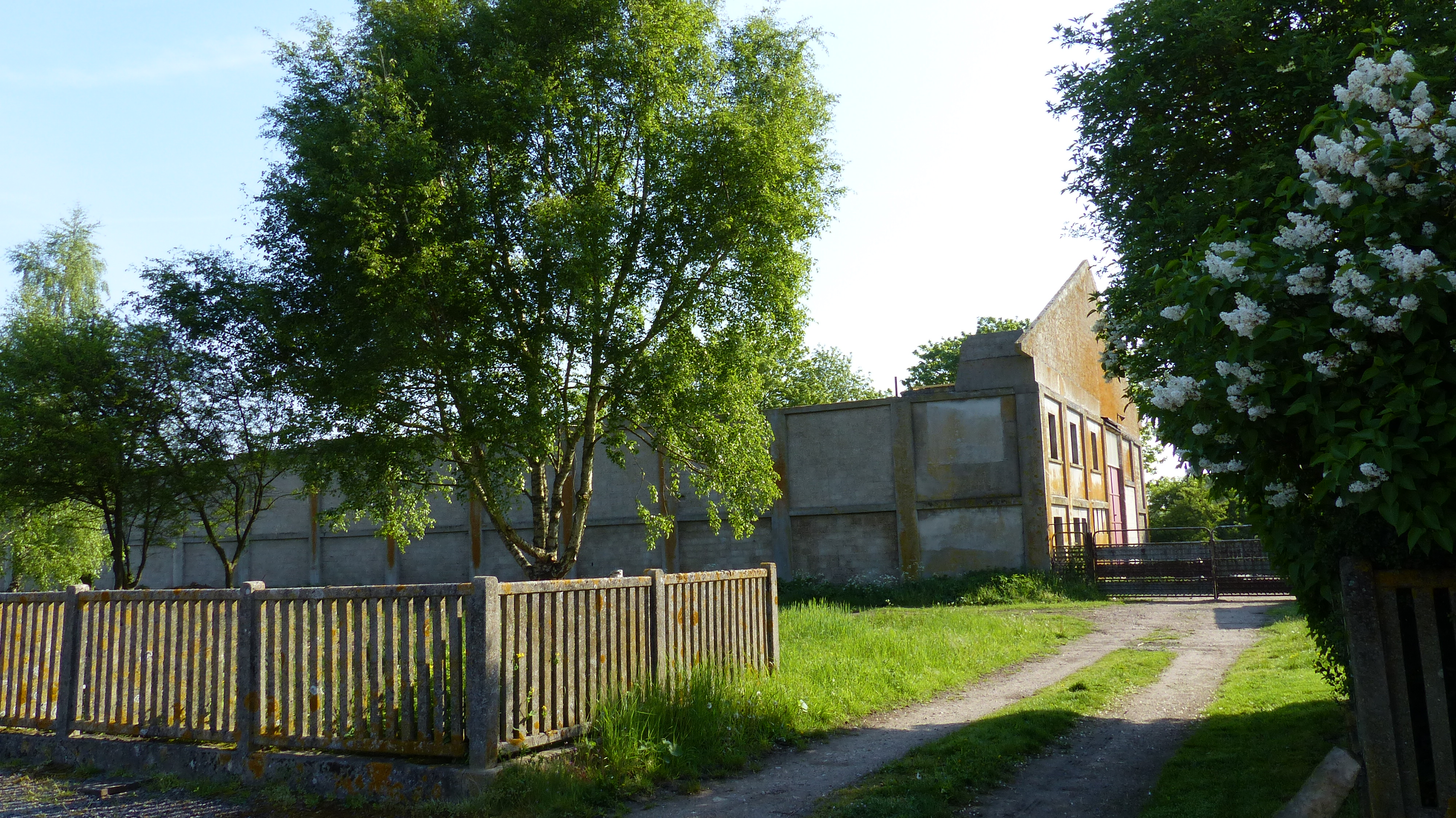
L'ancien silo à engrais de Crèvecœur sera le dépôt du MTVS.

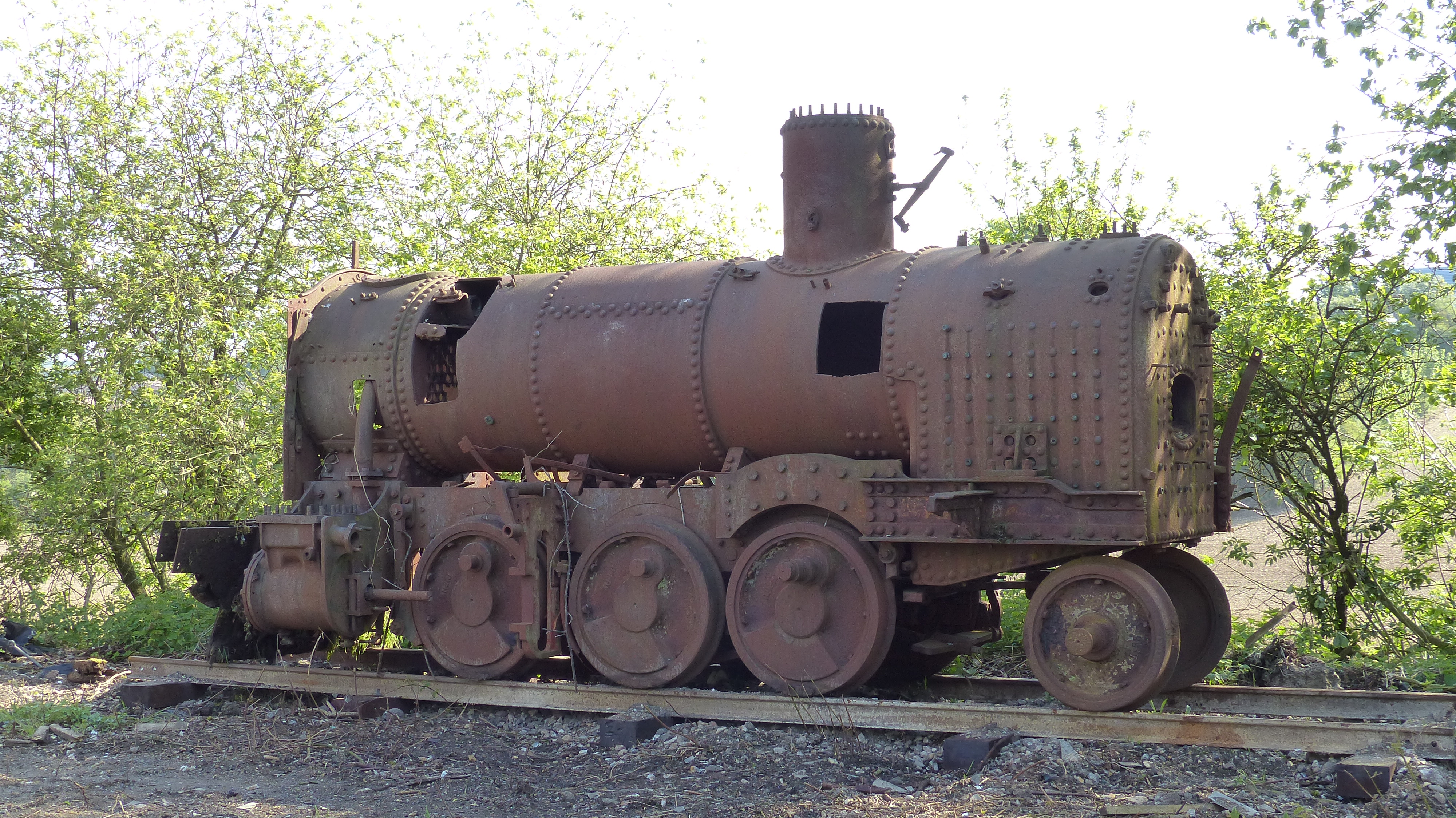
Vestiges d'une 031T construite par Schneider en 1898, la première pièce de la collection du MTVS transférée à Crèvecœur en avril 2014.

Le Musée des tramways à vapeur et des chemins de fer secondaires français (MTVS) , la Communauté de communes de la Picardie verte (CCPV) et la Communauté de communes de Crèvecœur le Grand Pays Picard A16 Haute Vallée de la Celle se sont entendues pour déplacer les collections du MTVS en gare de Crèvecœur-le-Grand, et créer de cette gare jusqu'à celle de Saint-Omer-en-Chaussée une ligne de chemin de fer touristique à  voie métrique, sur l'emprise de l'ancienne ligne à voie normale qui sera déposée. Cela permettra d'y faire circuler l'importante collection du MTVS.
Une préfiguration a eu lieu le 15 octobre 2011 près de la gare de Saint-Omer-en-Chaussée, où le MTVS avait construit une voie ferrée provisoire sur laquelle elle faisait circuler deux véhicules classés monuments historiques, la locomotive 030T Corpet-Louvet ex TIV no 75 tractant la voiture no B 378 ex CBR.
Il avait été initialement prévu d'implanter le dépôt à Saint-Omer-en-Chaussée, mais des problèmes de qualité du sol amenant d'importants surcoûts pour cette construction, le MTVS a décidé de l'implanter à l'autre extrémité du projet de chemin de fer touristique, en gare de Crèvecœur-le-Grand, où se trouve dans l'ancienne gare d'échange avec la ligne Estrées-Saint-Denis - Froissy - Crèvecœur-le-Grand  un ancien hangar à engrais, dépourvu de toit, qui sera transformé pour servir de dépôt. Ce bâtiment a été cédé par la Commune à la Communauté de communes de Crèvecœur le Grand Pays Picard A16 Haute Vallée de la Celle, qui va y remettre une toiture
La préfecture de l'Oise a accordé l'arrêté portant approbation du dossier préliminaire de sécurité du tronçon Saint-Omer-en-Chaussée - Oudeuil en décembre 2013. Le transport des matériels a commencé à l'été 2014. Les bénévoles du MTVS, après avoir défriché la zone, commencent à construire des installations à voie métrique, qui leur a permis de retrouver une ancienne fosse de visite de la ligne Estrées-Saint-Denis - Froissy - Crèvecœur-le-Grand, qui constitue le seul vestige à Crèvecœur de cette ligne.
Cette ligne à voie métrique a vocation à s'étendre à terme sur 12 km jusqu'à Saint-Omer-en-Chaussée; un premier tronçon de 1,6 km a été reconstruit jusqu'au passage à niveau de la RD 149 en 2016, avant d'être prolongé jusqu'à la gare de Rotangy vers 2018. Pour cela, le passage à niveau  de la RD 149 est recréé fin août 2016,,. Les premières circulations régulières du train touristique auront lieu en 2017.